# Falls Road

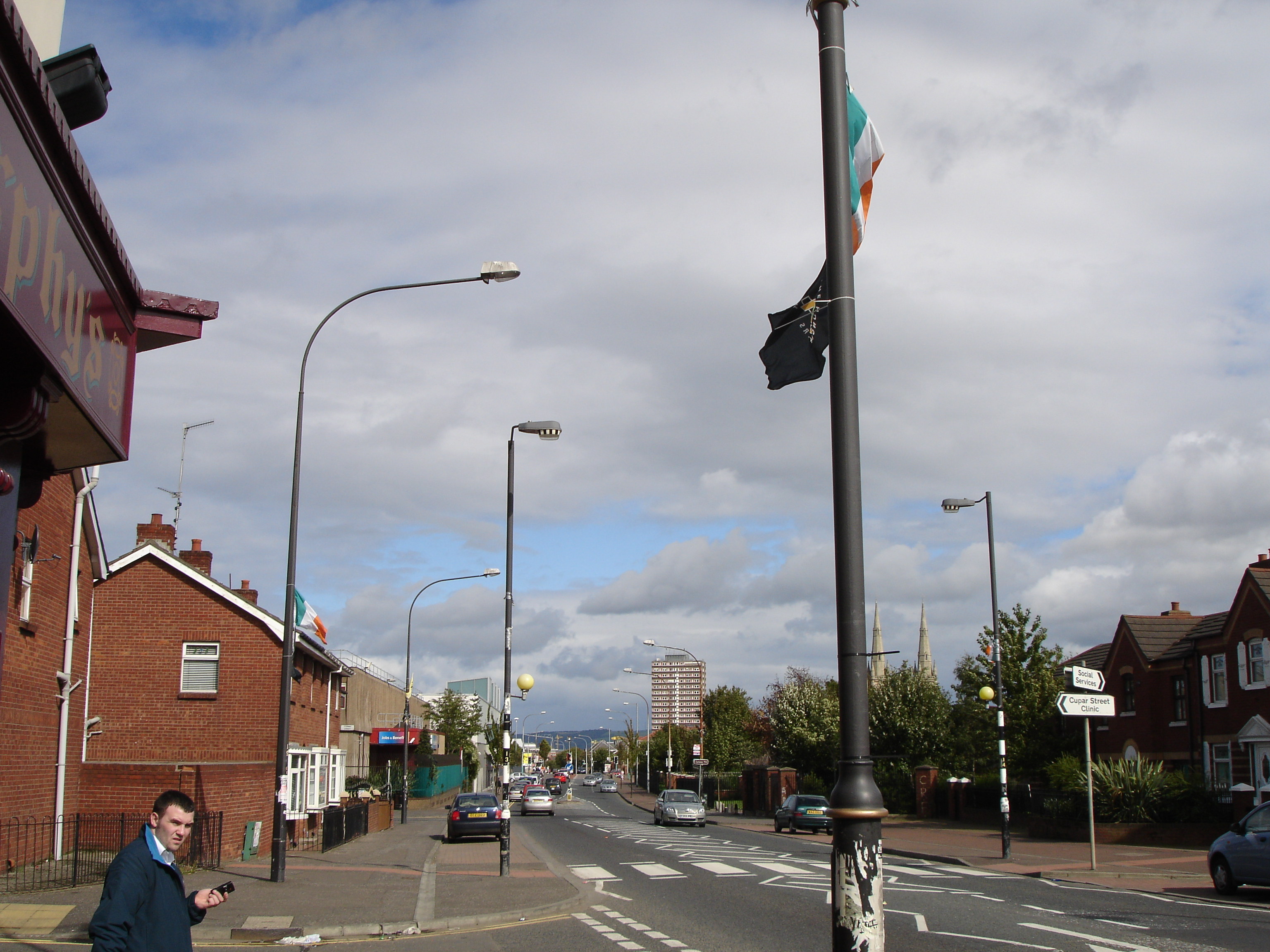
Die Falls Road in Belfast. Blick nach Osten Richtung Stadtzentrum.

Die Falls Road (irisch Bóthar na bhFál) ist die Hauptstraße eines überwiegend von katholischen, republikanisch eingestellten Iren bewohnten Wohnviertels westlich des Zentrums der nordirischen Hauptstadt Belfast. In ihrer Nachbarschaft befindet sich das stark protestantisch-unionistisch geprägte Shankill-Viertel um die Shankill Road, von dem das Falls-Viertel durch Zäune, sogenannte peace lines, zur Trennung der Konfliktparteien abgegrenzt ist.

## Geschichte
Das Viertel war traditionell stark sozialistisch geprägt (u. a. wohnte hier zeitweise der schottisch-irische Sozialist und Gewerkschafter James Connolly). Von der Falls Road aus begannen pro-irische Republikaner in den späten 1960er Jahren ihre Kampagne für mehr Bürgerrechte in Nordirland (z. B. Chancengleichheit auf dem Arbeitsmarkt) und für ein Ende ihrer Diskriminierung. Radikale pro-britische Unionisten stellten sich ihnen entgegen. Das Falls-Viertel wurde so vor allem 1969 und 1970 zu einem der Hauptschauplätze des nordirischen Bürgerkriegs, der sogenannten Troubles. Die britische Armee wurde in das Viertel entsandt, um die Situation zu entschärfen, wurde aber nach anfänglichem Vertrauen der Republikaner in ihre Neutralität immer mehr als Besatzungsmacht empfunden. Als Reaktion auf Anschläge der republikanischen extremistischen PIRA (Provisional IRA) wurde Anfang Juli 1970 von der Armee über das Gebiet eine dreitägige Ausgangssperre verhängt (Falls Curfew). In der Hochphase der Troubles kam es in den Falls immer wieder zu Feuergefechten der Armee auch mit der paramilitärischen Official IRA. Die britischen Truppen blieben bis 2005 in dem Viertel präsent.

## Gaeltacht Quarter
Im Falls-Viertel ist durch seinen irisch-republikanischen Hintergrund die irische Sprache weit verbreitet, und es wird daher auch als das Gaeltacht Quarter Belfasts bezeichnet.